# Frías de Albarracín (kommunhuvudort)
Frías de Albarracín är en kommunhuvudort i Spanien.   Den ligger i provinsen Provincia de Teruel och regionen Aragonien, i den centrala delen av landet, 180 km öster om huvudstaden Madrid. Frías de Albarracín ligger 1 457 meter över havet och antalet invånare är 170.
Terrängen runt Frías de Albarracín är lite kuperad. Runt Frías de Albarracín är det mycket glesbefolkat, med 2 invånare per kvadratkilometer. Närmaste större samhälle är Albarracín, 16,5 km nordost om Frías de Albarracín. 